# زندایا
زندایا مری استورمر کلمن (انگلیسی: Zendaya Maree Stoermer Coleman؛ زادهٔ ۱ سپتامبر ۱۹۹۶) بازیگر و خواننده آمریکایی است. او جوایز مختلفی از جمله دو جایزهٔ امی ساعات پربیننده دریافت کرده‌است. مجله تایم او را در فهرست سالانه خود در سال ۲۰۲۲ به عنوان یکی از ۱۰۰ فرد تأثیرگذار جهان معرفی کرد.
زندایا که در اوکلند، کالیفرنیا به دنیا آمد و بزرگ شد، کار خود را به عنوان یک مدل کودک و رقصندهٔ پشتیبان آغاز کرد. او نخستین حضور تلویزیونی خود را در نقش راکی بلو در سریال کمدی تکانش بده (۲۰۱۰–۲۰۱۳) برای شبکه دیزنی انجام داد و در سریال کمدی کی‌سی آندرکاور (۲۰۱۵–۲۰۱۸) برای این کانال نقش شخصیت اصلی را ایفا کرد. نخستین فیلم بلند او در سال ۲۰۱۷ با فیلم ابرقهرمانی مرد عنکبوتی: بازگشت به خانه انجام شد که در دنباله‌های آن نیز ایفای نقش کرد. زندایا در نقش رو بنت، یک نوجوان معتاد به مواد مخدر، در سریال درام نوجوان سرخوشی (۲۰۱۹–اکنون) از اچ‌بی‌او، او را به جوان‌ترین دریافت‌کننده جایزه امی ساعات پربیننده برای بهترین بازیگر نقش اول زن در مجموعه تلویزیونی درام تبدیل کرد. از نقش‌های برجستهٔ سینمایی او می‌توان به درام موزیکال بزرگ‌ترین شومن (۲۰۱۷)، فیلم پویانمایی ماجراجویی موزیکال پاکوچولو (۲۰۱۸)، درام رمانتیک مالکوم و ماری (۲۰۲۱) و حماسهٔ علمی تخیلی تلماسه (۲۰۲۱) و دنبالهٔ آن (۲۰۲۴) اشاره کرد.
زندایا علاوه بر حرفهٔ بازیگری، به هنر موسیقی نیز پرداخته‌است. او در سال ۲۰۱۱ تک‌آهنگ‌های «سُوَگ خود را ابراز کن» و «منو ببین» را منتشر کرد که مورد دوم با همکاری بلا تورن بوده‌است. او در سال ۲۰۱۲ با هالیوود رکوردز قرارداد امضا کرد و متعاقباً نخستین تک‌آهنگ خود را با نام «بازپخش» منتشر کرد که به رتبه ۴۰ برتر جدول بیلبورد هات ۱۰۰ ایالات متحده رسید. او نخستین آلبوم استودیویی خود را در سال ۲۰۱۳ منتشر کرد که با موفقیت و تحسین منتقدان مواجه شد. بزرگ‌ترین موفقیت تجاری او به عنوان یک موسیقی‌دان برای ترانهٔ «از نو نوشتن ستاره‌ها» با همکاری زک افران از موسیقی متن فیلم بزرگ‌ترین شومن در سال ۲۰۱۸ به دست آمد. این تک‌آهنگ در بین ۲۰ چارت برتر چندین جدول موسیقی قرار گرفت و گواهینامه‌های فروش چندپلاتینی را در سطح جهانی دریافت کرد.

## اوایل زندگی

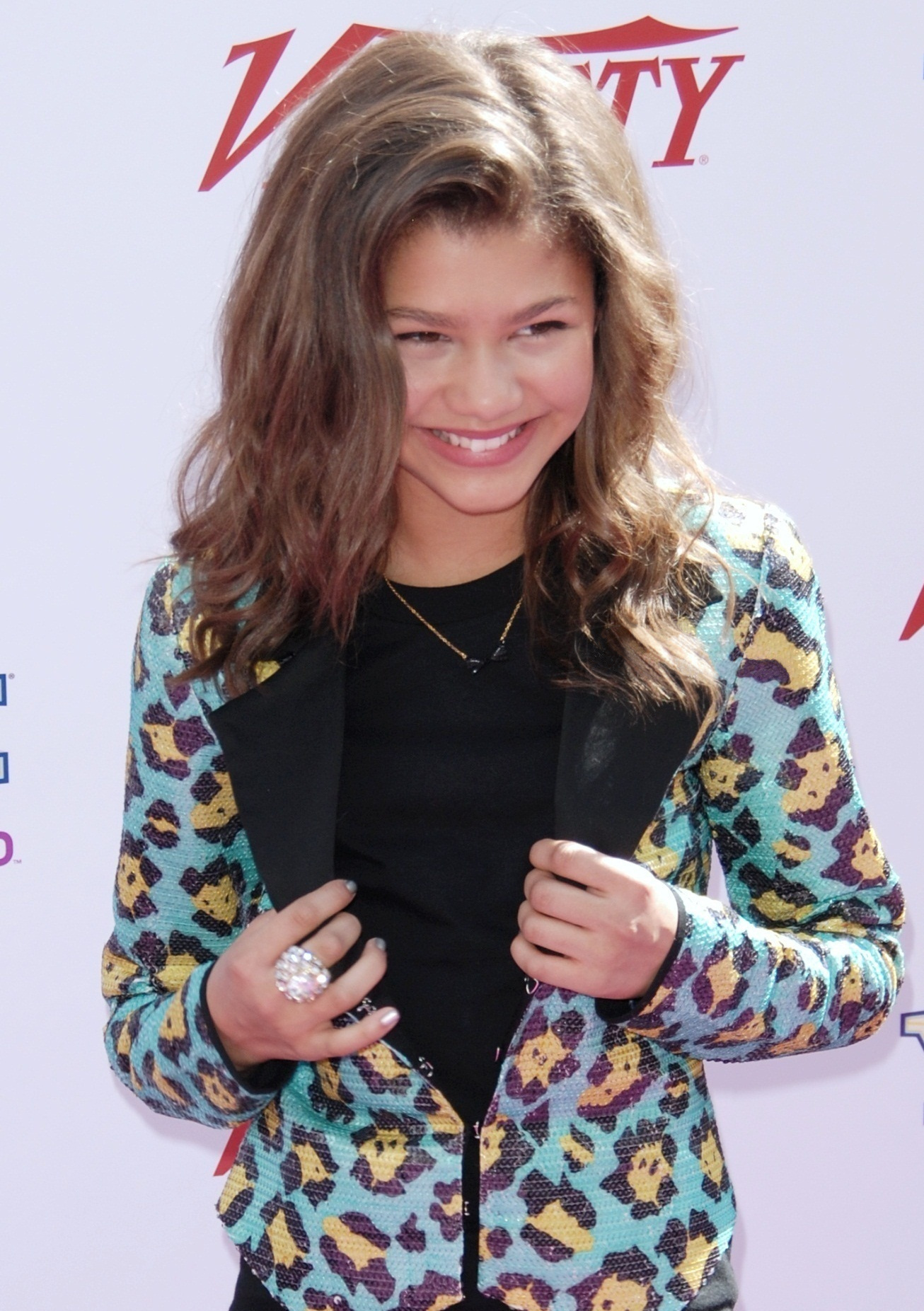
شرکت کردن زندایا در رویداد قدرت جوانان (Power of Youth) در پارامونت پیکچرز، تاریخ ۲۴ اکتبر ۲۰۱۰

زندایا مری استورمر کلمن در ۱ سپتامبر ۱۹۹۶ در اوکلند، کالیفرنیا، از معلمان کلیر استورمر و کازه‌مبه آجامو کلمن متولد شد. پدرش آفریقایی-آمریکایی است و ریشه در آرکانزاس دارد. مادرش تبار آلمانی و اسکاتلندی دارد. زندایا، که نامش از نام زبان شونا (به معنای «شکرگذاری‌کردن») گرفته شده‌است، پنج خواهر و برادر بزرگتر دارد. او تحصیلات ابتدایی خود را در مدرسه فروتویل انجام داد، جایی که مادرش به مدت دو دهه در آنجا تدریس کرد. او و دو دوستش در سن شش سالگی نمایشی را در مدرسه برای ماه تاریخ سیاه در آنجا اجرا کردند. او تا حدی در تئاتر شکسپیر کالیفرنیا در اوریندا، کالیفرنیا به عنوان یک هنرپیشه رشد کرد، جایی که مادرش در تابستان به عنوان مدیر خانه کار می‌کرد. او به حامیان خود کمک کرد، بلیت‌های جمع‌آوری کمک را فروخت و از نمایش‌های تئاتری الهام گرفت تا بازیگری را دنبال کند. زندایا در هشت سالگی به یک گروه رقص هیپ هاپ به نام فیوچر شاک اوکلند پیوست و به مدت سه سال در آن عضو بود. او همچنین دو سال را با آکادمی هنر هاوایی رقص هولا گذراند.
زندایا در مدرسه هنرهای اوکلند تحصیل کرد و در حالی که هنوز دانشجو بود، برای بازی در چندین نقش در تئاترهای منطقه انتخاب شد. او در خانه نمایش برکلی، نقش لیتل تی موون را در فیلم یک بار در این جزیره بازی کرد و در کرولاین یا تغییر، تولیدی از تئاتروورکس در پالو آلتو، نقش شخصیتی را بازی کرد که در اصل به عنوان مرد نوشته شده بود. کیت کریتمن از روزنامه سن متئو دیلی ژورنال با بررسی دومی، اجرای زندایای ۱۱ ساله را «یک لذت خالص» خواند. او در برنامه هنرستان کل‌شیکس و در تئاتر کنسرواتوار آمریکایی تحصیل کرد.
آثار روی صحنه او شامل اجرا در چندین نمایشنامه‌های ویلیام شکسپیر است. او نقش آن نویل را در ریچارد سوم و سلیا را در هر طور شما دوست دارید ایفا کرد و در تولید شب دوازدهم شرکت کرد. زمانی که زندایا در کلاس هفتم بود، خانواده‌اش به لس آنجلس نقل مکان کردند. او در سال ۲۰۱۵، در حالی که حرفهٔ بازیگری را دنبال می‌کرد، از دبیرستان اوک پارک فارغ‌التحصیل شد.

## زندگی شخصی

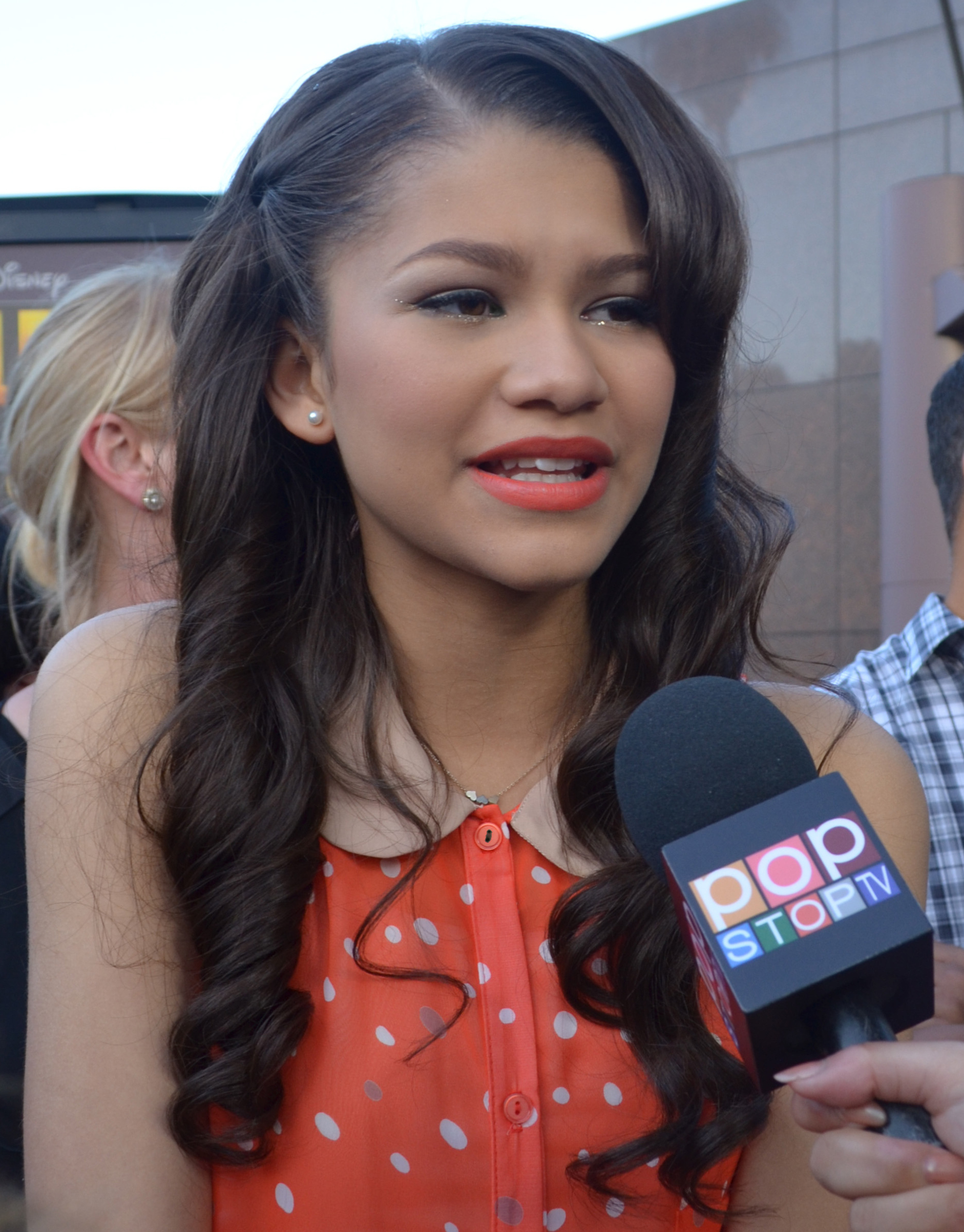
زندایا مری استورمر کلمن در سال 2012

زندایا خانه‌ای در لس آنجلس و یک مجتمع مسکونی در بروکلین دارد. او گیاه‌خوار است و می‌گوید: «دلیل اصلی من برای گیاه‌خوار بودن این است که عاشق حیوانات هستم—قطعا نه به این خاطر که سبزیجات را دوست دارم.» زندایا از نوامبر ۲۰۲۱ با تام هالند (هم‌بازی خود در مرد عنکبوتی) در رابطه است.

## فیلم‌شناسی

### فیلم
| سال  | عنوان                          | نقش              | یادداشت‌ها               | منبع          |
| ---- | ------------------------------ | ---------------- | ----------------------- | ------------- |
| ۲۰۱۳ | ابر دوستان                     | لالی‌پاپ (صدا)    | فیلم ویدئویی            | [ ۲۴ ]        |
| ۲۰۱۷ | مرد عنکبوتی: بازگشت به خانه    | میشل جونز        |                         | [ ۲۵ ]        |
| ۲۰۱۷ | بزرگ‌ترین شومن                  | آن ویلر          |                         | [ ۲۶ ]        |
| ۲۰۱۸ | اردک اردک غاز                  | چی (صدا)         |                         | [ ۲۴ ]        |
| ۲۰۱۸ | پاکوچولو                       | میچی (صدا)       |                         | [ ۲۷ ]        |
| ۲۰۱۹ | مرد عنکبوتی: دور از خانه       | میشل جونز        |                         | [ ۲۸ ]        |
| ۲۰۲۱ | مالکوم و ماری                  | ماری             | همچنین تهیه‌کنندهٔ اجرایی | [ ۲۹ ] [ ۳۰ ] |
| ۲۰۲۱ | هرج‌ومرج فضایی: میراث جدید      | لولا بانی (صدا)  |                         | [ ۳۱ ]        |
| ۲۰۲۱ | تلماسه                         | چانی             |                         | [ ۳۲ ]        |
| ۲۰۲۱ | مرد عنکبوتی: راهی به خانه نیست | ام‌جی             |                         | [ ۳۳ ]        |
| ۲۰۲۲ | آن سیاه برایت کافی است؟!؟      | خودش             | مستند                   | [ ۳۴ ]        |
| ۲۰۲۴ | تلماسه: بخش دو                 | چانی             |                         | [ ۳۵ ]        |
| ۲۰۲۴ | چلنجرز                         | تاشی             | همچنین تولیدکننده       | [ ۳۶ ]        |
| ۲۰۲۶ | ادیسه                          |                  |                         | [ ۳۷ ]        |
| ۲۰۲۶ | مرد عنکبوتی: روز کاملاً جدید    | ام‌جی             |                         | [ ۳۸ ]        |
| ۲۰۲۶ | تلماسه: بخش سه                 | چانی             |                         | [ ۳۹ ]        |
| ۲۰۲۶ | شرک ۵                          | فلیسیا (صداپیشه) |                         | [ ۴۰ ]        |
| TBA  | درام                           |                  |                         | [ ۴۱ ]        |

### تلویزیون
| سال        | عنوان                | نقش          | یادداشت‌ها                                 | منبع          |
| ---------- | -------------------- | ------------ | ----------------------------------------- | ------------- |
| ۲۰۱۰–۲۰۱۳  | تکانش بده            | راکی بلو     | نقش اصلی                                  | [ ۴۲ ]        |
| ۲۰۱۱       | موفق باشی چارلی      | راکی بلو     | قسمت: «چارلی تکانش می‌دهد»                 |               |
| ۲۰۱۱       | پرنک‌ستارز            | خودش         | قسمت: «پیاده‌روی شوخی»                     | [ ۴۳ ]        |
| ۲۰۱۱       | بازی‌های پیکسی هالو   | فرن (صدا)    | ویژه تلویزیون                             |               |
| ۲۰۱۲       | مدرسه نوابغ          | سکویا جونز   | قسمت: «Creative consultANT»               |               |
| ۲۰۱۲       | دوست‌دشمن‌ها           | هالی براندون | فیلم تلویزیونی                            | [ ۲۴ ]        |
| ۲۰۱۳       | رقص با ستارگان       | خودش         | شرکت‌کننده (فصل ۱۶) و نایب قهرمان          | [ ۴۴ ]        |
| ۲۰۱۳       | داستان زندایا        | خودش         | سریال تلویزیونی                           |               |
| ۲۰۱۴       | زاپ‌شده               | زویی استیونز | فیلم تلویزیونی                            | [ ۲۴ ]        |
| ۲۰۱۴       | ساخت سوی             | خودش         | برنامه تلویزیونی-آماده‌سازی رقص؛ ۸ قسمت    |               |
| ۲۰۱۴       | سوی: سه‌گانهٔ رقص      | خودش         | برنامه رقص تلویزیونی                      |               |
| ۲۰۱۵–۲۰۱۸  | کی.سی. مخفی          | کی.سی. کوپر  | نقش اصلی؛ همچنین تهیه‌کنندهٔ مشترک          | [ ۴۵ ]        |
| ۲۰۱۵       | مایل به سیاه         | رشیده        | قسمت: «روز بابا»                          | [ ۴۶ ]        |
| ۲۰۱۶       | مدل برتر بعدی آمریکا | خودش         | قسمت: «نور، دوربین، کت‌واک»                |               |
| ۲۰۱۷       | پیاده‌روی شوخی        | خودش         | قسمت: «نسخهٔ کی.سی. آندرکاور»              | [ ۴۷ ]        |
| ۲۰۱۷       | مسابقه لب‌خوانی       | خودش         | قسمت: «تام هالند در برابر زندایا»         | [ ۴۸ ]        |
| ۲۰۱۹       | او ای                | فولا         | ۳ قسمت                                    | [ ۴۹ ]        |
| ۲۰۱۹–اکنون | سرخوشی               | رو بنت       | نقش اصلی؛ همچنین تهیه‌کنندهٔ اجرایی (فصل ۲) | [ ۵۰ ] [ ۳۰ ] |

### نماهنگ‌ها

#### به عنوان هنرمند اصلی
| عنوان                                               | عنوان اصلی                                 | سال  | کارگردان      |
| --------------------------------------------------- | ------------------------------------------ | ---- | ------------- |
| «منو ببین»                                          | «Watch Me»                                 | ۲۰۱۱ | لیپو چنگ      |
| «عمیق‌تر حفاری کن»                                   | «Dig Down Deeper»                          | ۲۰۱۱ | —             |
| «سُوَگ خود را ابراز کن»                               | «Swag It Out»                              | ۲۰۱۱ | گلن ای. فاستر |
| «چیزی برای رقصیدن / در هم آمیختن تی‌تی‌وای‌اِل‌اِکس‌اواِکس» | «Something to Dance For / TTYLXOX Mash-Up» | ۲۰۱۲ | صنعا همری     |
| «مد کریپتونیت من است»                               | «Fashion Is My Kryptonite»                 | ۲۰۱۲ | مارک کلاسفلد  |
| «عشق واگیر»                                         | «Contagious Love»                          | ۲۰۱۳ | مارک کلاسفلد  |
| «بازپخش»                                            | «Replay»                                   | ۲۰۱۳ | کالین تیلی    |
| «عزیز من»                                           | «My Baby»                                  | ۲۰۱۴ | استیون گارنت  |
| «امن و امان»                                        | «Safe and Sound»                           | ۲۰۱۴ | —             |
| «تمام وجود من»                                      | «All of Me»                                | ۲۰۱۴ | —             |
| «نورلند»                                            | «Neverland»                                | ۲۰۱۶ | برد فرمن      |

#### به عنوان هنرمند برجسته
| عنوان       | عنوان اصلی | سال  | هنرمند (های) اصلی    | کارگردان      |
| ----------- | ---------- | ---- | -------------------- | ------------- |
| «موسیقی من» | «My Jam»   | ۲۰۱۵ | بابی براکینز، جریمای | دیمین سندووال |

#### به عنوان مهمان
| عنوان                 | سال  | هنرمند        | کارگردان                 |
| --------------------- | ---- | ------------- | ------------------------ |
| «داغ و سرد»           | ۲۰۰۹ | کیدز باپ کیدس | —                        |
| «طوری که بزرگ شده‌ایم» | ۲۰۱۳ | تره‌ور جکسون   | مایک هو                  |
| «کینه»                | ۲۰۱۵ | تیلور سوئیفت  | جوزف کان                 |
| «تمام شب»             | ۲۰۱۶ | بیانسه        | بیانسه                   |
| «ورساچه روی زمین»     | ۲۰۱۷ | برونو مارس    | کامرون دادی و برونو مارس |

### بازی‌های ویدیوئی
| سال  | عنوان              | نقش             | یادداشت‌ها                  | منبع   |
| ---- | ------------------ | --------------- | -------------------------- | ------ |
| ۲۰۲۱ | فورتنایت بتل رویال | میشل جونز (صدا) | تریلر جشنواره زمستانی ۲۰۲۱ | [ ۵۲ ] |

## ترانه‌شناسی
ساخت ژاپن (۲۰۱۲)
زندیا (۲۰۱۳)

## جوایز
| سال  | جایزه                | دسته‌بندی                                                                | نتیجه    |
| ---- | -------------------- | ----------------------------------------------------------------------- | -------- |
| ۲۰۱۷ | جایزه برگزیده نوجوان | بهترین بازیگر زن فیلم‌های تابستانی برای فیلم مرد عنکبوتی: بازگشت به خانه | پیروز    |
| ۲۰۱۷ | جایزه برگزیده نوجوان | بهترین بازیگر زن برای فیلم مرد عنکبوتی: بازگشت به خانه                  | نامزدشده |
| ۲۰۱۸ | جایزه برگزیده نوجوان | بهترین بازیگر زن فیلم‌های درام برای فیلم بزرگ‌ترین شومن                   | پیروز    |
| ۲۰۱۸ | جایزه ساترن          | بهترین بازیگر زن جوان سال                                               | نامزدشده |
| ۲۰۲۰ | جایزه شورتی          | بهترین هنرمند                                                           | پیروز    |
| ۲۰۲۰ | جایزه امی            | بهترین بازیگر زن سریال درام برای سریال سرخوشی                           | پیروز    |
| ۲۰۲۰ | جایزه ستلایت         | بهترین بازیگر زن سریال درام برای سریال سرخوشی                           | پیروز    |
| ۲۰۲۰ | جایزه بلک ریل        | بهترین بازیگر زن سریال درام برای سریال سرخوشی                           | پیروز    |
| ۲۰۲۲ | جایزه امی            | بهترین بازیگر زن سریال درام برای سریال سرخوشی                           | پیروز    |